# Фишер, Мик
Мик Фи́шер (англ. Mick Fisher; род. 12 июля 1944 года) — английский бывший профессиональный снукерист.

## Карьера
Мик Фишер стал профессионалом в 1982 году, и провёл в мэйн-туре следующие 14 сезонов. В дебютном сезоне он достиг основной стадии чемпионата Великобритании, а также в первый и единственный раз в карьере вышел в финальную стадию чемпионата мира (в 1/16-й проиграл Кирку Стивенсу со счётом 2:10). Всего за карьеру Фишер девять раз достигал финальных стадий различных рейтинговых турниров, но дальше 1/8 финала (Гран-при 1987) ни разу не пробивался.
Высший официальный рейтинг Фишера — 42-й.